# Kanton Briare
Kanton Briare (francouzsky Canton de Briare) je francouzský kanton v departementu Loiret v regionu Centre-Val de Loire. Tvoří ho 14 obcí.

## Obce kantonu
- Adon
- Batilly-en-Puisaye
- Bonny-sur-Loire
- Breteau
- Briare
- La Bussière
- Champoulet
- Dammarie-en-Puisaye
- Escrignelles
- Faverelles
- Feins-en-Gâtinais
- Ousson-sur-Loire
- Ouzouer-sur-Trézée
- Thou